# Gérard Jean-Juste
Gérard Jean-Juste, né le 7 février 1946 à Cavaillon en Haïti et mort le 27 mai 2009 à Miami, est un prêtre, recteur catholique romain et militant de la théologie de la libération; opposant politique, il fut emprisonné, puis par la suite se réfugia aux États-Unis.

## Biographie
Gérard Jean-Juste reçut une formation religieuse complémentaire lors d'un séminaire au Canada avant de devenir le premier Haïtien à être ordonné aux États-Unis à New York à l'église Saint-Avila de Brooklyn. Après son ordination, il retourna à Haïti et travailla pendant un certain temps dans une paroisse rurale, une expérience qui a orienté son engagement vers la théologie de la libération,  mouvement religieux originaire d'Amérique latine, et le service des pauvres.
En 1971, Gérard Jean-Juste devait signer un serment de fidélité au gouvernement du dictateur Jean-Claude Duvalier. Il refusa et dut s'enfuir aux États-Unis. Il a travaillé à la cathédrale de la Sainte Croix de Boston, tout en complétant un baccalauréat en technologie en génie et en génie civil à l'université du Nord-Est. 
En raison des violations des Droits de l'homme à Haïti et devant le flot des nombreux réfugiés haïtiens arrivant sur les côtes de Floride, il fonda à Miami dans le quartier de Little Haiti au cours des années 1970, le centre d'accueil pour les réfugiés haïtiens pour les aider. Il supervisa l'organisation de centre de réfugiés de 1977 à 1990.
En 1991, il retourna à Haïti et devint un partisan du mouvement politique Fanmi Lavalas et un soutien à l'ancien président haïtien Jean-Bertrand Aristide. Lorsque Aristide a repris le pouvoir en 1994, Gérard Jean-Juste a repris son sacerdoce et fut nommé recteur de l'église de Sainte-Claire à Port-au-Prince. Un de ses legs est un programme alimentaire pour les enfants souffrant de la faim dans le quartier de la paroisse Sainte-Claire.
Lors du Coup d'État du 29 février 2004, un gouvernement intérimaire dirigé par le Premier ministre Gérard Latortue (ramené des États-Unis) et le président Boniface Alexandre fut installé. Il fut arrêté et incarcéré sous le gouvernement de transition de Gérard Latortue pour implication présumée dans le meurtre sur la personne du journaliste, poète et diseur Jacques Roche. L'organisation Amnesty International dénonça son arrestation comme prisonnier d'opinion. Lors des élections générales haïtiennes de 2006, Gérard Jean-Juste ne put se présenter comme candidat en raison de son incarcération comme prisonnier politique. Finalement il soutint l'élection de René Préval. En raison de la dégradation de sa santé car il développait une maladie cancéreuse, la leucémie lymphoïde chronique, il fut libéré en décembre 2005 à la suite d’une mesure de main levée d’écrou (ou liberté provisoire) pour raison humanitaire et fut hospitalisé à Miami en janvier 2006. 
La même année 2006, l'université de San Francisco le distingue en le nommant docteur honoris causa.
En novembre 2007, il retourna à Haïti pour répondre aux accusations judiciaires à son encontre. Il fut accusé de port d'armes, mais il déclara que sa seule arme était son rosaire. Finalement les charges contre lui furent classées sans suite. Il s'en retourna à Miami pour suivre ses soins et mourut le 27 mai 2009 à l'hôpital de Miami. À la suite de son décès, la Fondation Carter le nomma "Personnalité pour la défense des droits de l'homme" pour ses initiatives en faveur des droits de l'homme. Les funérailles du père Gérard Jean-Juste, défenseur des droits des migrants haïtiens aux États-Unis durant de nombreuses années, ont été célébrées ce 18 juin 2009 à la cathédrale de Port-au-Prince où sa dépouille fut rapatriée. L'enterrement a tourné à la manifestation politique et les forces de la Minustah ont fait usage de leurs armes et ont ouvert le feu, tuant un jeune manifestant.